# Recha Freier

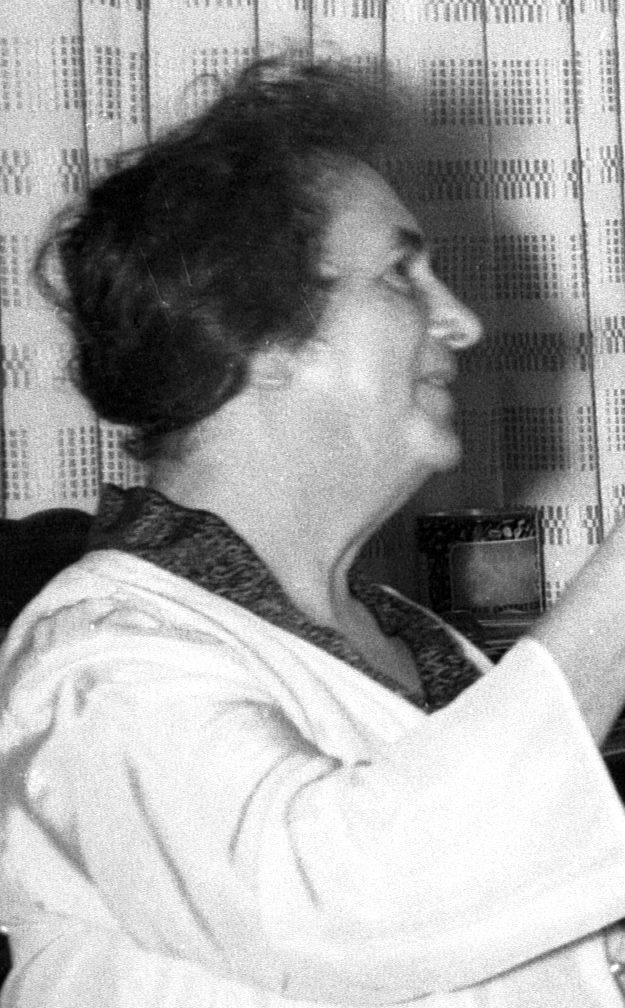
Recha Freier (~1964)

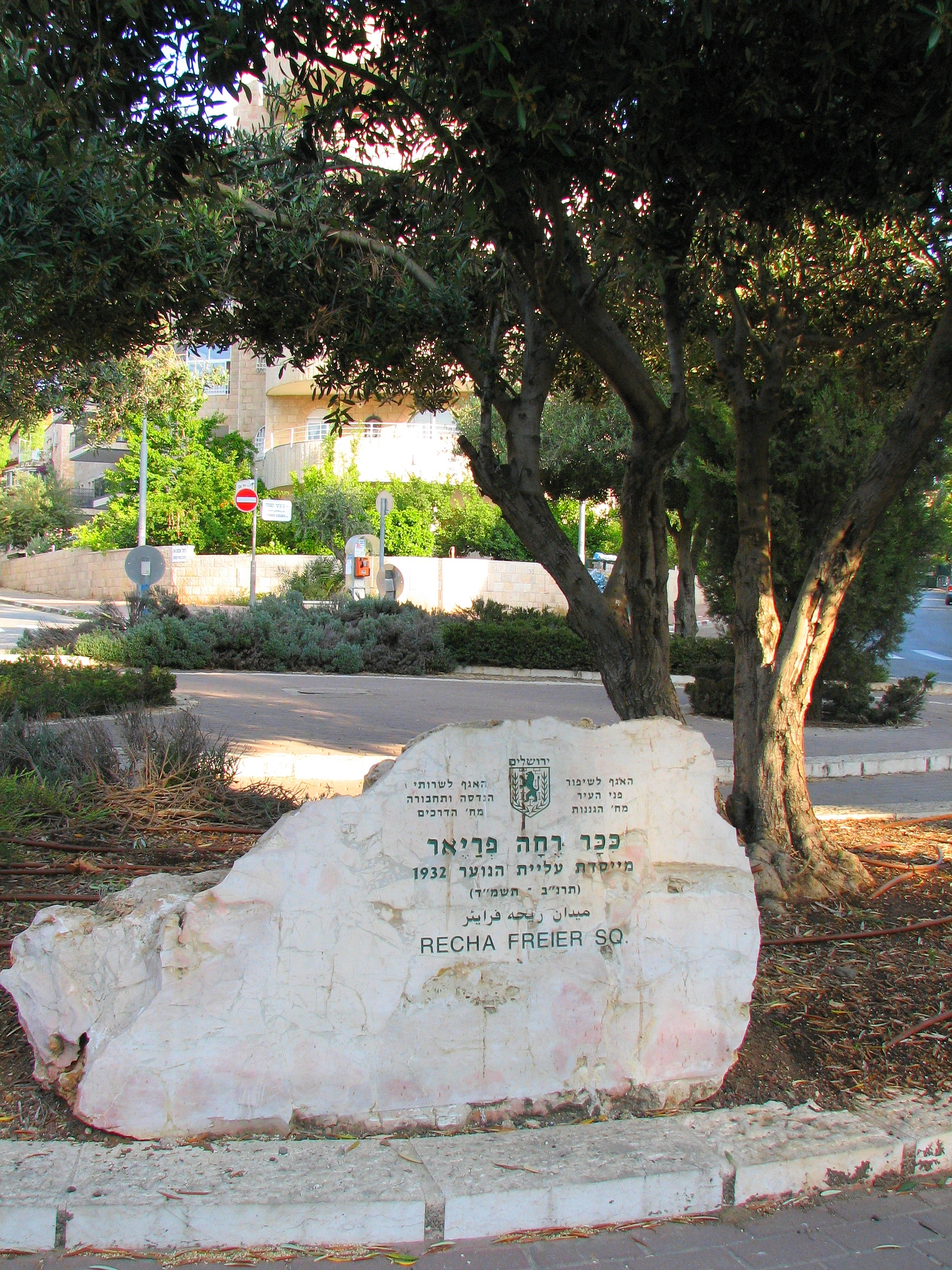
Denkmal am Recha Freier-Platz in Jerusalem

Recha Freier (hebräisch רחה פריאר; geborene Schweitzer, * 29. Oktober 1892 in Norden; † 2. April 1984 in Jerusalem, Israel) war eine deutsch-jüdische Widerstandskämpferin gegen den Nationalsozialismus, Lehrerin und Dichterin. Am 30. Januar 1933 gründete sie die „Kinder- und Jugend-Alija“. Die Organisation rettete Tausenden von jüdischen Kindern und Jugendlichen durch Hilfe bei der Emigration aus dem Deutschen Reich in der Zeit des Nationalsozialismus das Leben.

## Leben

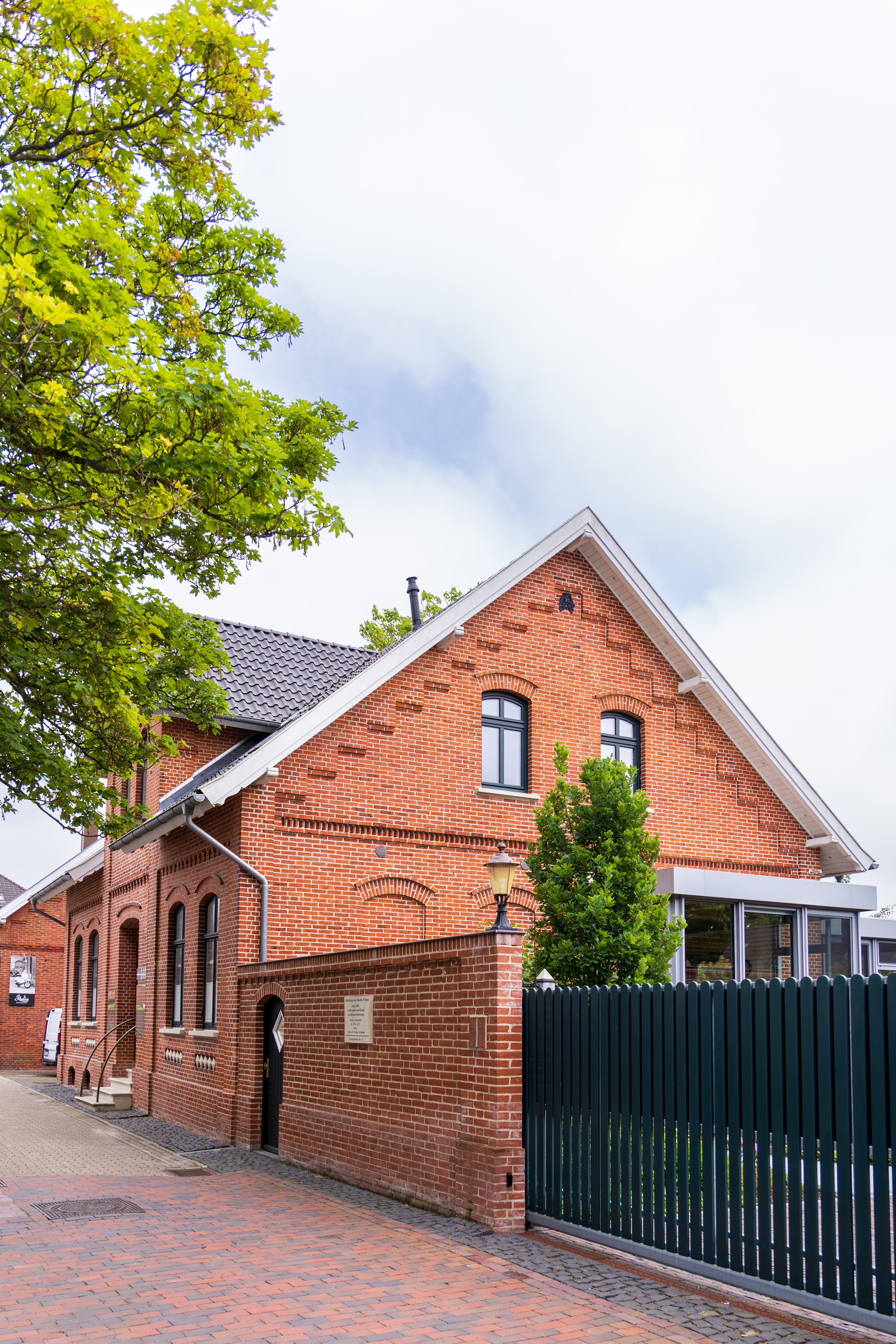
Geburtshaus in Norden (Ostfriesland)

Recha Freier wurde als Tochter des orthodoxen jüdischen Volksschullehrers Manasse Schweitzer (1856–1929) und seiner Frau, der Englisch- und Französischlehrerin Bertha (geborene Levy, 1862–1945), geboren. Die Familie war musikalisch, und Recha Freier lernte Klavier spielen. Schon in ihrer Kindheit wurde sie mit dem Antisemitismus in Norden konfrontiert, als sie mit ihrer Familie durch ein Schild am Betreten eines öffentlichen Platzes gehindert wurde: „Hunden und Juden ist das Betreten verboten“. Dieses Erlebnis hat sie später in dem Gedicht „Erdbeben“ verarbeitet. 1897 zog die Familie ins niederschlesische Glogau, nachdem Versetzungsgesuchen ihres Vaters stattgegeben worden war. In der dortigen Schule war Recha die einzige jüdische Schülerin und wurde wegen des Schreibverbots am Schabbat in der Schule verspottet und von einem Lehrer hämisch gefragt, ob sie sich denn samstags überhaupt die Schürze zubinden dürfe. Recha beendete ihre Schulbildung an einem Privatgymnasium in Breslau.

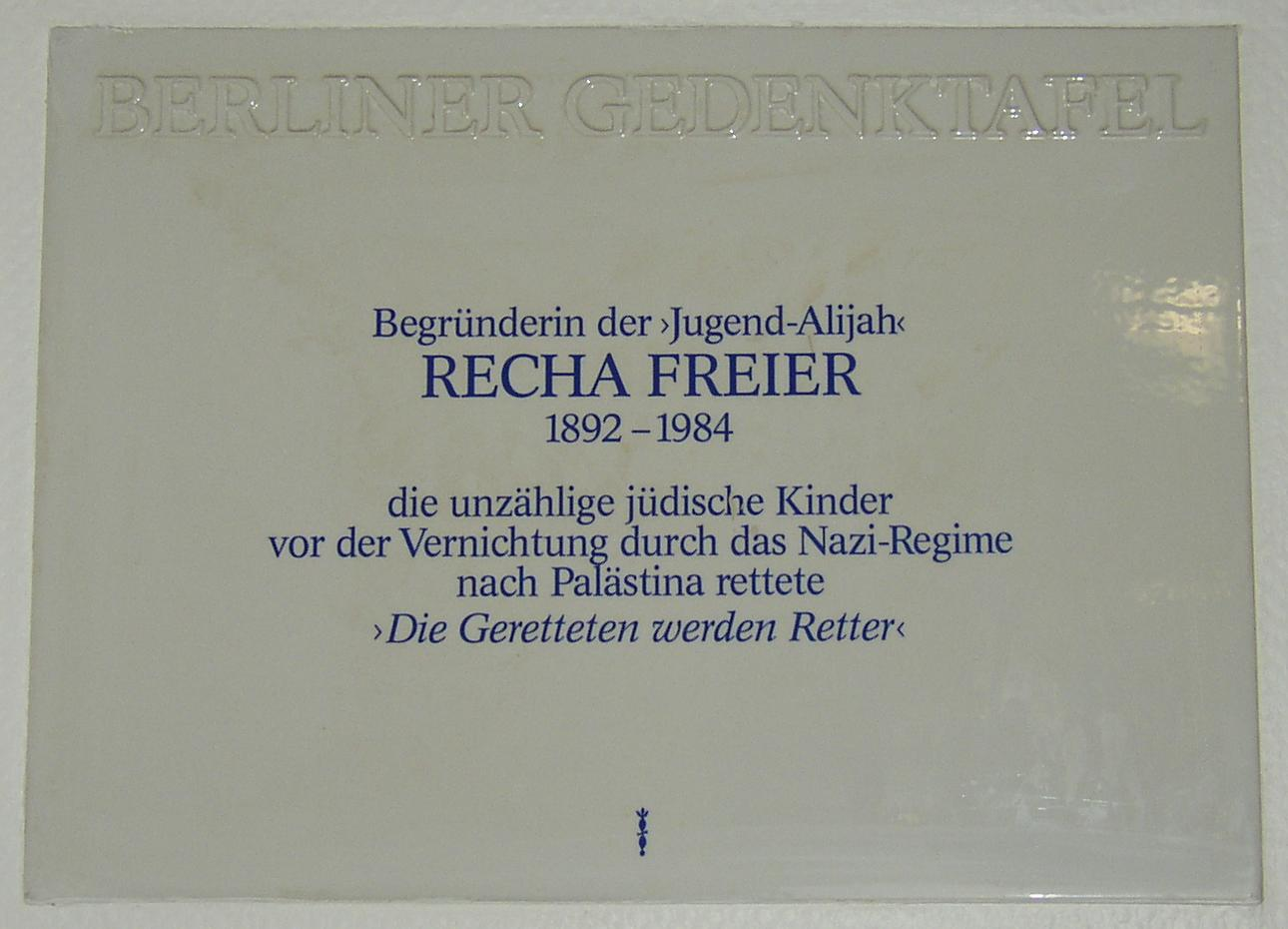
Berliner Gedenktafel in Berlin-Charlottenburg (Fasanenstraße 79–80)

Nach Beendigung der Schule studierte Recha Schweitzer Pädagogik und Volkskunde in Breslau und München und arbeitete danach als Lehrerin für Deutsch, Französisch und Englisch sowie als Pianistin an höheren Schulen. 1919 heiratete sie den Rabbiner Moritz Freier (1889–1969). Der Ehe entstammen vier Kinder (die Söhne Shalvet, geboren 1920; Ammud, geboren 1923; Zerem, geboren 1926; und die Tochter Ma‘ayan, geboren 1929), von denen heute drei in Israel leben.
1919 zog die Familie nach Sofia. Hier gründete Recha die Jung-Women’s International Zionist Organisation (Jung-WIZO), die Mädchen und junge Frauen für den Zionismus begeisterte. 1926 zog das Paar nach Berlin, nachdem ihr Mann als Oberrabbiner für die drei großen orthodoxen Synagogen der jüdischen Gemeinde nach Berlin berufen wurde. Dort kamen 1932 fünf 16-jährige ostjüdische Jungen zu ihr, die aufgrund ihres Glaubens ihre Stellen verloren hatten, und baten sie um Hilfe. Durch dieses Erlebnis geprägt, sah sie den Vorfall nicht als Wirtschafts- und Sozialproblem, sondern als antisemitisches Handeln. So reifte in ihr der Gedanke, diese jüdischen Jugendlichen nach Palästina zu bringen, sie dort fachlich auszubilden und ihnen bei Adoptiveltern in Kibbuzim ein neues Zuhause zu schaffen. Die erste Gruppe von Kindern verließ Deutschland 1932. Das amtliche Registrierungsdokument zur Gründung des „Hilfskomitees für die Jüdische Jugend“ wurde am 30. Januar 1933 in Berlin bei einem Rechtsanwalt unterzeichnet, am Tag, an dem Hitler Reichskanzler wurde. Durch den Zusammenschluss verschiedener Organisationen entstand daraus am 30. Mai 1933 die Kinder- und Jugend-Alija. Sitz der Organisation war in Berlin-Charlottenburg 2, Kantstr. 158, dort war u. a. auch die Geschäftsstelle des Preußischen Landesverbands Jüdischer Gemeinden. Ihr oblag die Auswahl und Vorbereitung der 13- bis 17-Jährigen zur Auswanderung nach Palästina. In Jerusalem übernahm Henrietta Szold die Leitung des dortigen Jugend-Alijah-Büros und nahm die ankommenden Kinder und Jugendlichen in Empfang, ein weiteres Büro gab es in London.
Recha Freier bestand auf der Auswanderung junger Leute nach Palästina, ohne dass diese vor ihrer Ausreise in Deutschland oder sonst in Europa beruflich ausgebildet worden wären. Sie plädierte dafür, sie sogleich in Kibbuzim und Genossenschaftsdörfer zu integrieren und sie nicht besonderen Einrichtungen für Flüchtlingskinder zuzuführen.
Die männlichen Angehörigen der Familie Freier gingen zwischen 1937 und 1939 von Berlin nach London. Recha Freier entschied sich jedoch dafür, zusammen mit ihrer Tochter so lange zu bleiben, wie es noch eine Chance gab, Juden zu retten.
Bei der Beschaffung der nötigen Aus- und Einreisepapiere für die Jugendlichen ging Recha Freier nicht immer legal vor, weshalb sie 1938 aus dem Vorstand des Vereins ausgeschlossen wurde, da dieser sich nicht mit ihren bei einem Rechtsanwalt erlernten Methoden arrangieren wollte. Während der Reichspogromnacht hielt sich Recha Freier mit ihrer Familie in London auf. Sie kehrte aber sofort nach Deutschland zurück, als sie hörte, was passiert war. Sie beschloss, ihre Aktivitäten auf eigene Faust fortzusetzen. 1940 denunzierten Kollegen sie wegen Antinazipropaganda. Da sie rechtzeitig gewarnt wurde, gelang es ihr, mittels britischer Einreisepapiere für Palästina über Wien, Zagreb, die Türkei, Griechenland und Syrien nach Palästina zu fliehen. Dabei gelang ihr nochmals, 120 Kinder zu retten, denen später Deportation in Vernichtungslager gedroht hätte.
In Israel gründete sie 1941 das „Agricultural Training Centre for Israeli Children“. Diese Institution nahm Kinder aus armen Familien auf und brachte sie in Kibbuzim unter. 1958 gründete sie den „Israel Composers Fund“ und 1966 das „Testimonium Scheme“, eine Vereinigung von Literaten und Musikern.
1984 starb sie 91-jährig in Jerusalem.

## Ehrungen
- 1954 schlug Albert Einstein sie vergeblich für den Friedensnobelpreis vor.
- 1975 erhielt Recha Freier die Ehrendoktorwürde der Hebrew University.
- 1981 wurde ihr der Israel-Preis verliehen.
- Seit dem 26. November 1984 gibt es in Berlin im Jüdischen Gemeindehaus, Fasanenstraße 79/80, eine Gedenktafel zur Erinnerung an sie und ihre Arbeit.[5]
- In Jerusalem ist ein Platz nach Recha Freier benannt worden
- Im Kibbuz Yakum wurde das Recha-Freier-Haus als Begegnungsstätte israelischer, deutscher und anderer Jugendlichen errichtet.

## Leistungen
Die Kinder- und Jugend-Alija rettete 7600 Kinder aus Nazideutschland. Die Organisation ist noch heute aktiv und hilft verwaisten Kindern, die mit den verschiedenen Einwanderungswellen ins Land kommen. Seit ihrer Gründung wurden nach Angaben der Organisation mehr als 350.000 Kinder und Jugendliche aus über 80 Ländern betreut.

## Werke (in Auswahl)
- Auf der Treppe, Hamburg, 1976
- Fensterläden, Hamburg 1979

## Vertonungen
- Eva-Maria Houben: 5 haikus (2003) für Sprechstimme und Klavier. UA 21. Februar 2004 Düsseldorf (Kunstraum; Sylvia Alexandra Schimag [Stimme], Eva-Maria Houben [Klavier])